# Sinargalih (Maniis)
Sinargalih is een bestuurslaag in het regentschap Purwakarta van de provincie West-Java, Indonesië. Sinargalih telt 5761 inwoners (volkstelling 2010).